# T-Mobile Center
El T-Mobile Center es un pabellón multiusos situado en Kansas City, Misuri. Fue inaugurado en 2007 y tiene en la actualidad una capacidad para 18 972 espectadores para el baloncesto, 17 544 para el hockey sobre hielo y hasta casi 20 000 para conciertos. Es la sede permanente del National Collegiate Basketball Hall of Fame.

## Historia
Se colocó la primera piedra de la instalación el 24 de junio de 2005, y fue inaugurado el 11 de octubre de 2007. Su característica principal es el exterior acristalado. En total hay aproximadamente 13 000 m² de vidrio de doble aislamiento y 5000 m² de paneles cortina de aluminio pintado. Además hay aproximadamente 200 toneladas de perfiles y accesorios del sistema. Todas las 2404 unidades de vidrio individuales en el edificio principal se produjeron de forma secuencial y completamente ensamblados antes de su envío.

## Eventos
Al año siguiente de su inauguración se convirtió en la sede del torneo de baloncesto de la Big 12 Conference, el cual, tras un paréntesis los dos años siguientes en  Dallas y Oklahoma City, regresó en 2010, estando confirmado hasta 2020.
A lo largo de su historia ha albergado innumerables conciertos de los grupos más importantes de la música actual. El grupo que más veces ha actuado en el recinto han sido la Trans-Siberian Orchestra, en 18 ocasiones, seguido de Garth Brooks con nueve y Taylor Swift con seis.
En 2019 contó con la presencia de Gloria Trevi, con su 8° gira titulada La Diosa de la Noche Tour.
El 28 de octubre de 2019 la cantante canadiense Celine Dion se presentó en la arena luego de una ausencia de 11 años como parte de su gira mundial Courage World Tour.